# 明日香村
明日香村（日语：／ Asuka mura */?）是位於奈良縣中部的行政區劃，轄區位於奈良盆地南端山麓，是過去在飛鳥時代日本的政治中心，在村內發掘出了大量飛鳥時代的宮殿與遺跡，因此全村轄區都依據《古都歷史的風土保存相關特別措置法》劃入歷史的風土保存地區，日本政府也特別制定了《明日香村歷史的風土保存及生活環境整備等相關特別措置法》，嚴格限制此地的開發。

## 人口
| 明日香村人口分布圖 |                                                 |  |
| 明日香村與日本全國年齡別人口分布比較圖 （2005年資料） | 明日香村的年齡、男女別人口分布圖 （2005年資料） |  |
| ■紫色是明日香村 ■綠色是全国 | ■藍色是男性 ■紅色是女性                         |  |
| 明日香村人口變化 \| 1970年 \| 6,573人 \| \| \| 1975年 \| 6,650人 \| \| \| 1980年 \| 6,987人 \| \| \| 1985年 \| 7,109人 \| \| \| 1990年 \| 7,363人 \| \| \| 1995年 \| 7,126人 \| \| \| 2000年 \| 6,846人 \| \| \| 2005年 \| 6,343人 \| \| \| 2010年 \| 5,856人 \| \| \| 2015年 \| 5,523人 \| \| \| 2020年 \| 5,179人 \| \| |                                                 |  |
| 資料來源：日本總務省統計中心提供之人口普查數據 |                                                 |  |
| 1970年 | 6,573人                                         |  |
| 1975年 | 6,650人                                         |  |
| 1980年 | 6,987人                                         |  |
| 1985年 | 7,109人                                         |  |
| 1990年 | 7,363人                                         |  |
| 1995年 | 7,126人                                         |  |
| 2000年 | 6,846人                                         |  |
| 2005年 | 6,343人                                         |  |
| 2010年 | 5,856人                                         |  |
| 2015年 | 5,523人                                         |  |
| 2020年 | 5,179人                                         |  |

## 歷史
在3世紀至7世紀期間的古墳時代，日本的政治中心即主要位於奈良盆地的南部，6世紀末自第33代推古天皇開始，連續多位天皇將住所設於現在的明日香村內，在7世紀後更是集中在現今明日香村北部的飛鳥地區，也因此這個時期在日本歷史上被稱為飛鳥時代，而介於7世紀至8世紀期間的飛鳥時代，經過圣德太子改革及大化革新後，使得日本藉由律令制逐漸發展為中央集權的天皇體制，直到694年持統天皇將住所從飛鳥浄御原宮遷至藤原京後，飛鳥才逐漸遠離作為日本政治中心的歷史。
17世紀江戶時代後，此地成為高取藩的領地直到19世紀末，明治維新後，曾先後隸屬高取縣、奈良縣、堺縣、大阪府，最後在1887年重新恢復設立奈良縣後，才再次隸屬奈良縣。
1889年日本實施町村制，現在的明日香村轄區在當時分屬阪合村、高市村、飛鳥村三個行政區劃，其中阪合村位於現在明日香村的西部，高市村位於東南部，飛鳥村位於北部，這三個村在1956年合併為現在的明日香村。

### 變遷表
| 1889年4月1日 | 1889年 - 1912年 | 1912年 - 1944年 | 1945年 - 1954年 | 1955年 - 1989年             | 1989年 - 現在               | 現在                        |
| ------------ | --------------- | --------------- | --------------- | --------------------------- | --------------------------- | --------------------------- |
| 阪合村       | 阪合村          | 阪合村          | 阪合村          | 1956年7月3日 合併為明日香村 | 1956年7月3日 合併為明日香村 | 1956年7月3日 合併為明日香村 |
| 高市村       |                 |                 |                 | 1956年7月3日 合併為明日香村 | 1956年7月3日 合併為明日香村 | 1956年7月3日 合併為明日香村 |
| 飛鳥村       |                 |                 |                 | 1956年7月3日 合併為明日香村 | 1956年7月3日 合併為明日香村 | 1956年7月3日 合併為明日香村 |

## 交通

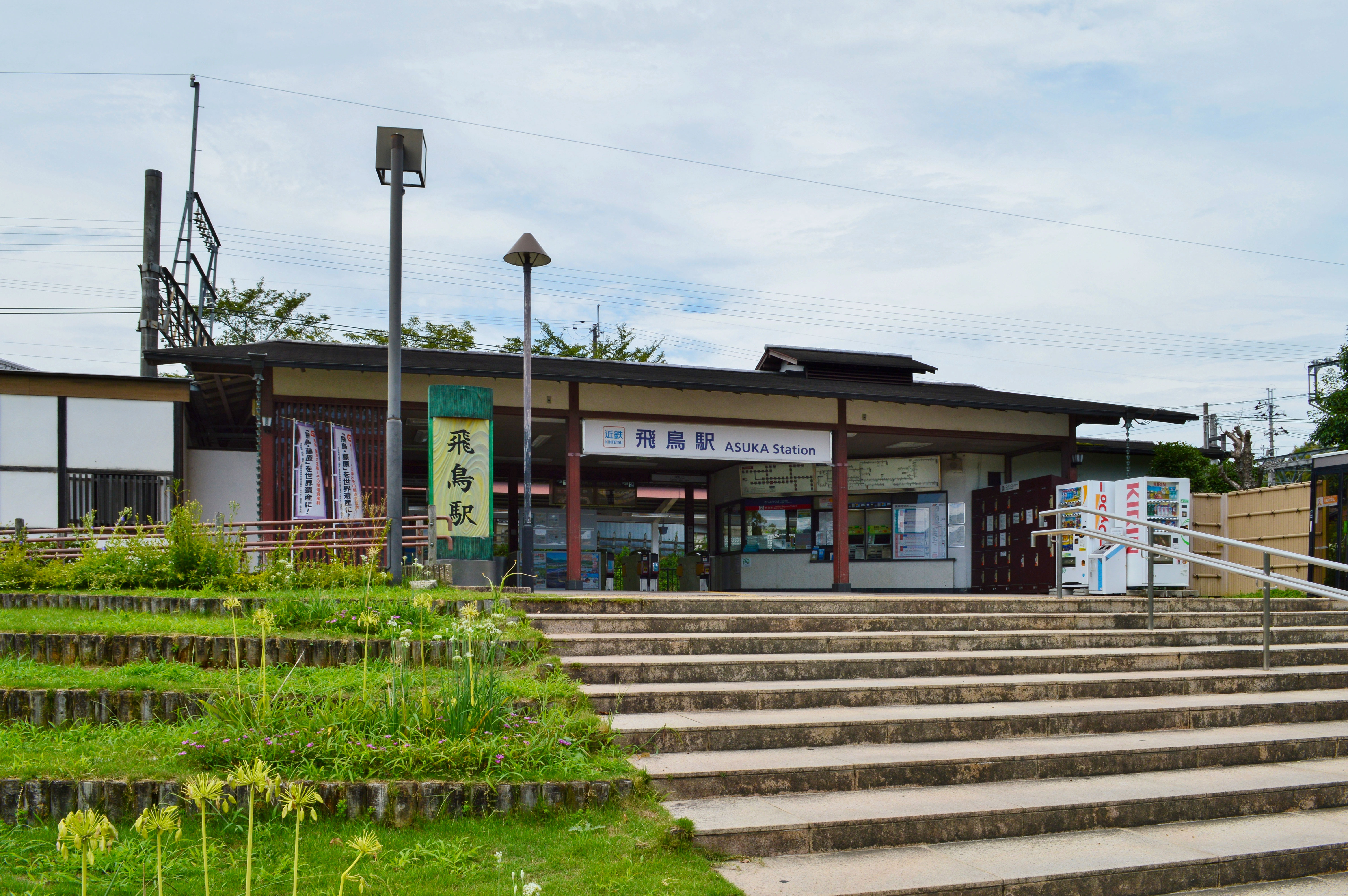
飛鳥車站

轄內的鐵路交通僅有近畿日本鐵道的吉野線通過轄區西部，並設有飞鸟車站；客運則以明日香村委託奈良交通營運的龜巴士，並區分為以供觀光客自火車站接駁至各觀光景點又稱為「紅龜」的周遊巴士，以及以供居民使用往返各聚落主要入口又稱為「金龜」的循環巴士。

### 鐵路
- 近畿日本鐵道
  - 吉野線：（橿原市） - 飛鳥車站 - （高取町→）

## 觀光資源
由於飛鳥時代是日本歷史上邁向中央集權天皇體制的關鍵時代，當時遺留下來的遺跡被通稱為飛鳥京、現在全村都依據古都保存法致力於保存包括飛鳥京遺跡的各項歷史遺跡；村內有約39公頃的區域被劃為國營飛鳥歷史公園，公園內有包括被認為可能是飛鳥時代重臣蘇我馬子墓所的石舞台古墳，以及高松塚古墳、中尾山古墳、北浦古墳等多個古墳。
此外周邊還有飛鳥池工房遺跡、飛鳥稻淵宮殿跡、飛鳥淨御原宮、飛鳥水落遺跡、石神遺跡多個遺跡。
政府也設立了飛鳥資料館、奈良縣立萬葉文化館展示相關的歷史資料。
每年九月初，明日香村會利用這些景點舉辦飛鳥光之迴廊，利用超過兩萬隻燈光點綴各景點的夜間景色。

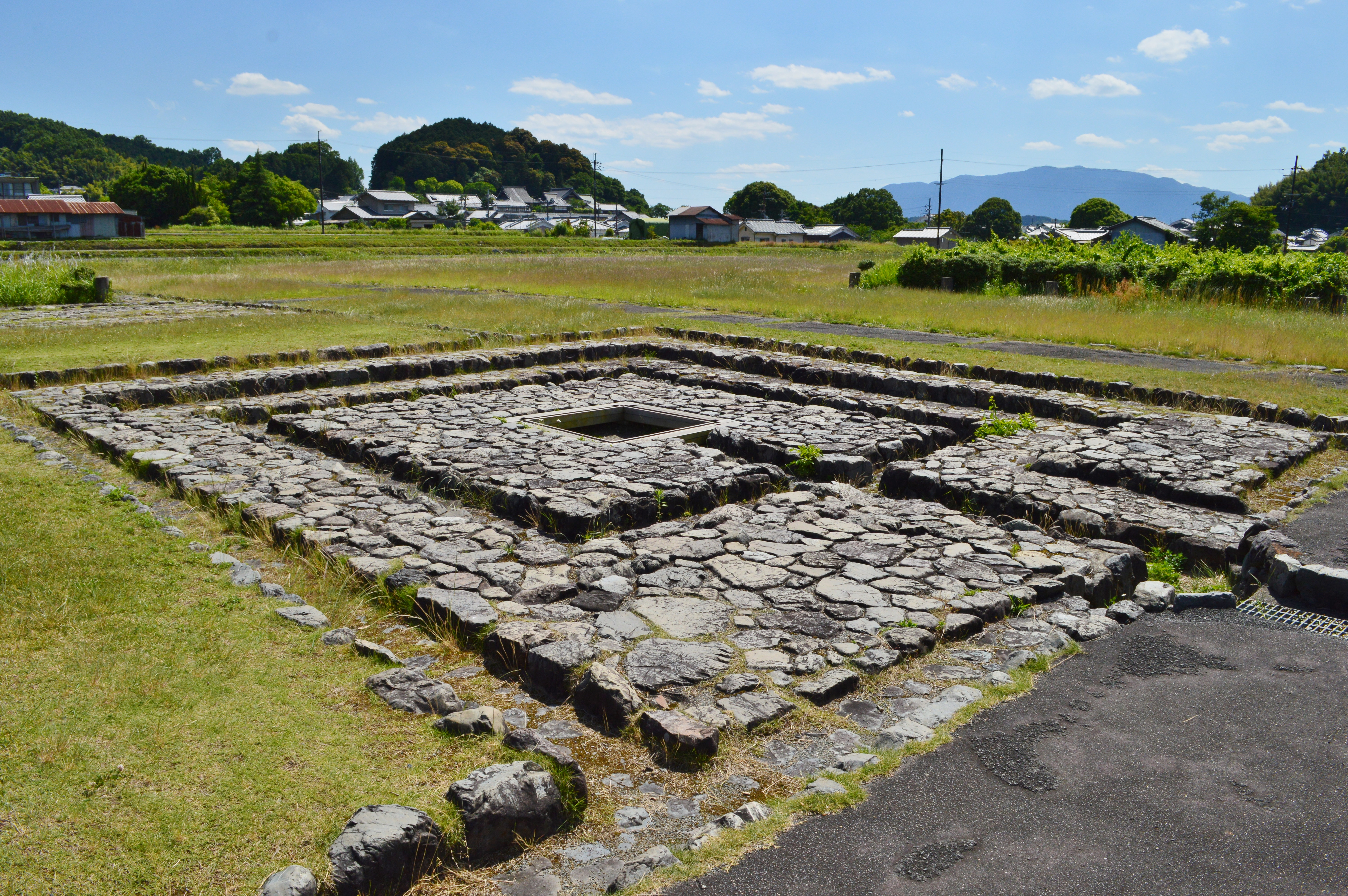
飛鳥宮遺跡 石敷井戶
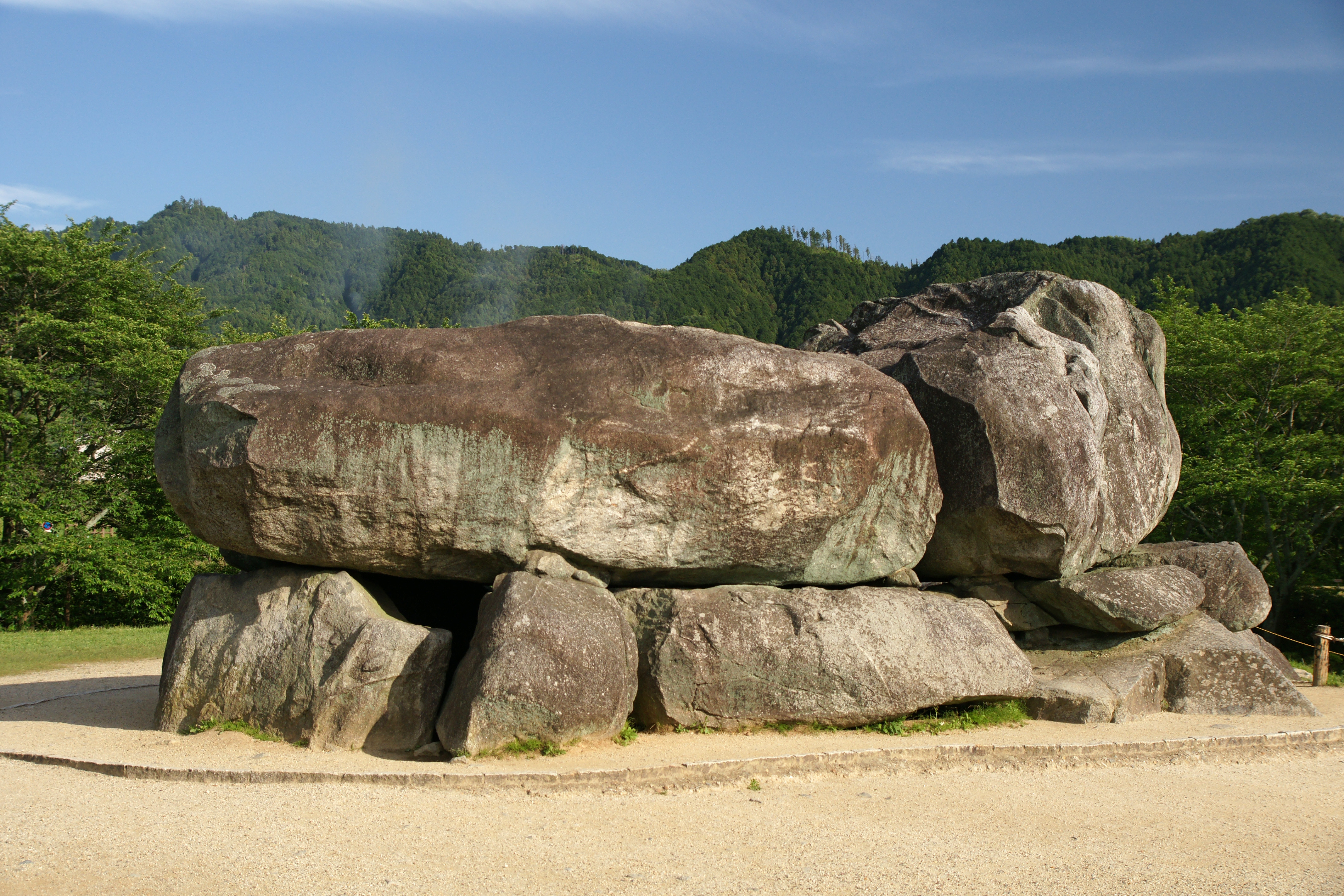
石舞台古墳
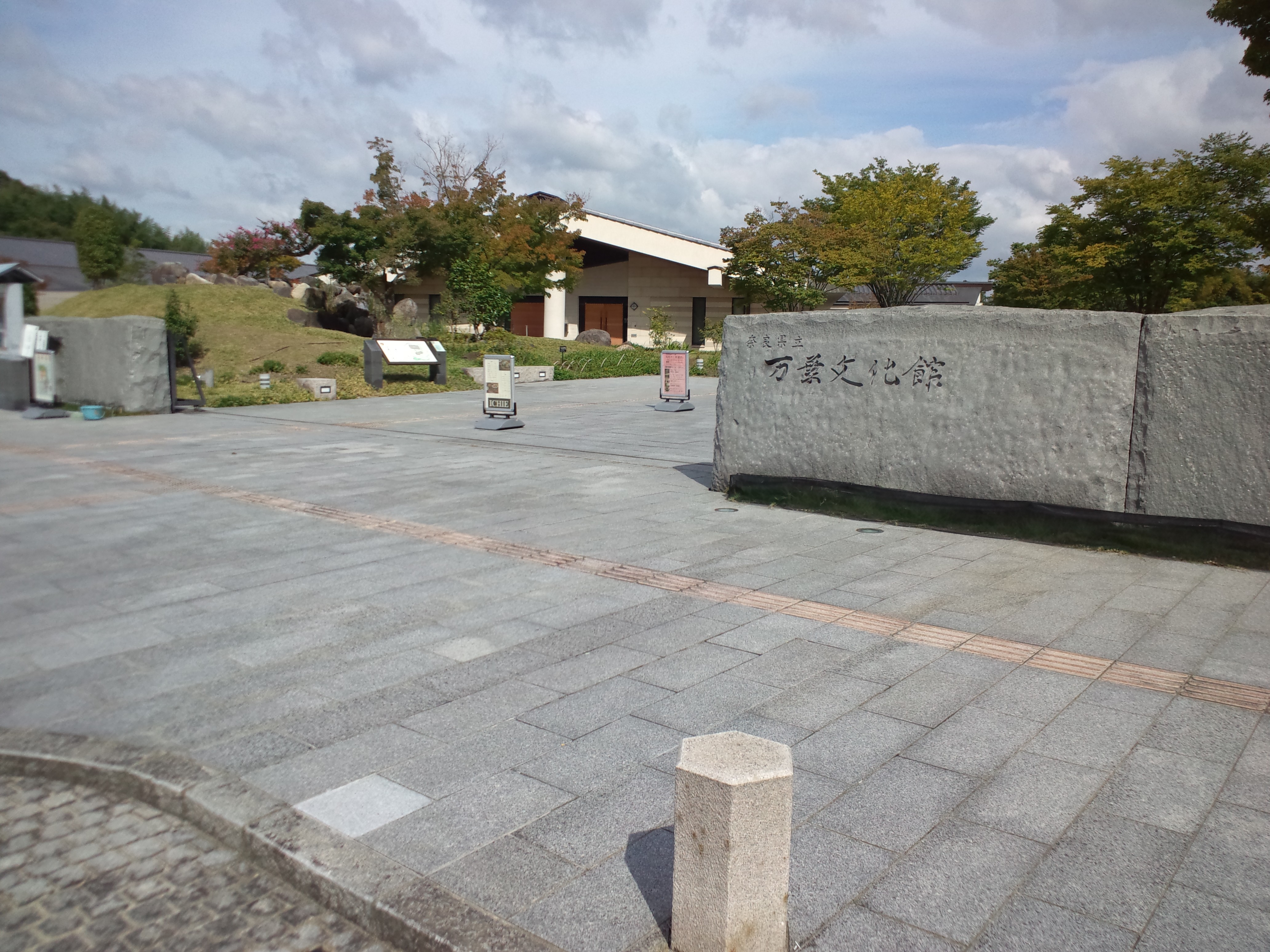
萬葉文化館
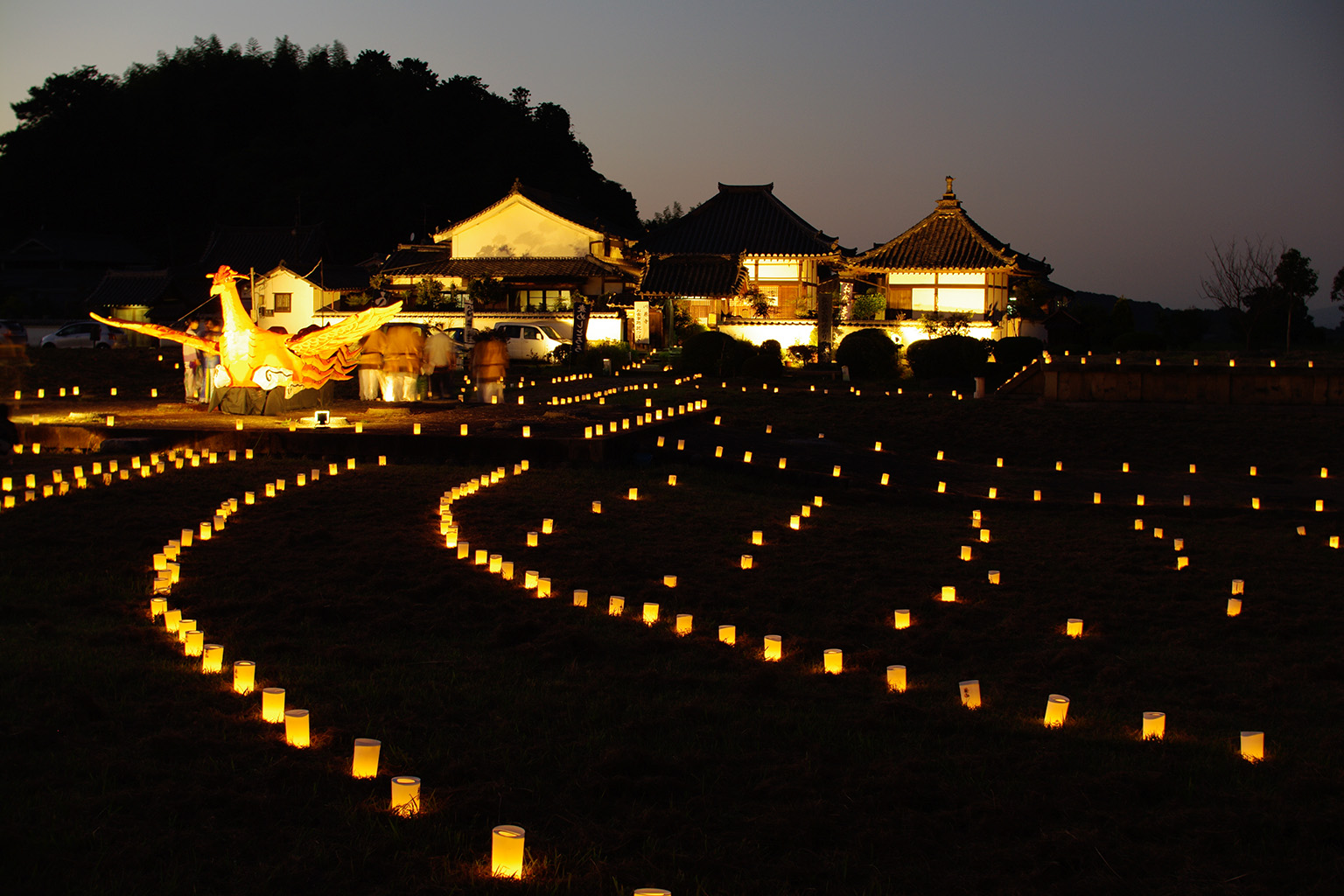
2009年舉辦的飛鳥光之迴廊

## 名誉村民
- 犬養孝（万葉学者）
- 松下幸之助
- 網干善教 - 明日香村出身。

## 外部連結
- （日語） 明日香村觀光入口網 （页面存档备份，存于）
- （日語） 明日香導航的Facebook專頁
- （日語） YouTube上的明日香村公所頻道
- （日語） 維客旅行上的明日香村 （页面存档备份，存于）
- OpenStreetMap上有關明日香村的地理